# Zelenda
Zelenda war ein tschechoslowakischer Hersteller von Automobilen.

## Unternehmensgeschichte
Josef Zelenda, der bereits 1948 mit einem Prototyp namens Zeda an einem staatlichen Wettbewerb für Kleinstwagen teilnahm, stellte in seinem Unternehmen in Prag zwischen 1956 und 1958 Automobile her. Der Markenname lautete Zelenda. Insgesamt entstanden zwölf Exemplare.

## Fahrzeuge
Das einzige Modell war ein Kleinstwagen. Der offene Zweisitzer ohne Türen ähnelte dem Kleinschnittger F 125. Das Fahrzeug war 280 cm lang und 115 cm breit. Das Leergewicht betrug 280 kg. Ein U-Profil-Rahmen bildete das Fahrgestell. Darauf wurde eine Karosserie aus Aluminium montiert. Für den Antrieb sorgte ein luftgekühlter Zweizylinder-Zweitaktmotor. Die Höchstgeschwindigkeit war mit 65 km/h angegeben.